# SDwing
SDwing又名孟倫，是台灣插畫家，目前從事各種繪畫與影像工作，興趣是金髮外國人跟雙馬尾。

## 作品
- 寶石星球《唇唇慾動》等3部手機遊戲人物設定與原畫[2]
- Media-tech出版《睡衣大百科》等系列插畫
- 青文出版社小說《數學少女》台灣版封面設計與插畫
- 極致行動科技遊戲原畫
- 魔技科的劍士與召喚魔王漫畫版（1-17連載中）
- 我的女友是老師（僕のカノジョ先生）漫畫版（MF文庫J連載。原作：鏡遊、原繪：おりょう、漫畫：孟倫&星河蟹）

## 外部連結
- 國立避難所（SDwing的部落格）（页面存档备份，存于）